# Buteo refectus
Buteo refectus (лат.) — вид хищных птиц из семейства ястребиных. Иногда рассматривается как подвид Buteo buteo.

## Таксономия
Ранее для данного вида использовалось научное название Buteo burmanicus. Однако так как это название, как оказалось, использовали для подвида другого вида (B. japonicus burmanicus), таксон был переименован в Buteo refectus.

## Распространение
Обитают в Гималаях на территории Непала, Индии и в горах прилежащей южной части Китая.

## Описание
Длина тела 45-53 см. О массе тела и размахе крыльев данных нет. Существуют две морфы — тёмная и бледная.